# Reprezentacja Rosji w koszykówce mężczyzn
Reprezentacja Rosji w koszykówce mężczyzn – drużyna, która reprezentuje Rosję w koszykówce mężczyzn. Za jej funkcjonowanie odpowiedzialny jest Rosyjski Związek Koszykówki (RBF). Ośmiokrotnie startowała w Mistrzostwach Europy zdobywając Mistrzostwo Europy w 2007 roku. Wystąpiła trzykrotnie na Mistrzostwach Świata zdobywając srebrne medale w 1994 i 1998 roku. Ma za sobą również dwa starty na Igrzyskach Olimpijskich. Na arenie międzynarodowej występuje od 1992 roku, w wyniku rozpadu Związku Radzieckiego. Wcześniej jej zawodnicy grali w Reprezentacji Związku Radzieckiego.

## Trenerzy
- Jurij Sielichow – 1992–1993
- Siergiej Biełow – 1993–2000
- Stanisław Jeriomin – 1999–2002
- Siergiej Jelewicz – 2003–2004
- Siergiej Babkow – 2004–2005
- / David Blatt – 2006–2012
- Fotios Katsikaris – 2012–2013
- Wasilij Karasiow – 2013
- Jewgienij Paszutin – 2014–2015
- Siergiej Bazariewicz – od 2016

|  |  |  |  |

## Udział w imprezach międzynarodowych
| - Igrzyska Olimpijskie - 2000 – 8. miejsce - 2008 – 9. miejsce - 2012 – 3. miejsce - Mistrzostwa Świata - 1994 – 2. miejsce - 1998 – 2. miejsce - 2002 – 10. miejsce - 2010 – 7. miejsce | - Mistrzostwa Europy - 1993 – 2. miejsce - 1995 – 7. miejsce - 1997 – 3. miejsce - 1999 – 6. miejsce - 2001 – 5. miejsce - 2003 – 8. miejsce - 2005 – 8. miejsce - 2007 – 1. miejsce - 2009 – 7. miejsce - 2011 – 3. miejsce - 2013 – 21. miejsce |

## Historyczne składy
| Składy |
| --- |
| EuroBasket 1993: 2. miejsce na 16 zespołów Siergiej Bazariewicz, Wasilij Karasiow, Siergiej Babkow, Michaił Michajłow, Andriej Fietisow, Siergiej Panow, Witalij Nosow, Dmitrij Szakulin, Maksim Astanin, Władisław Kondratow, Dimitrij Sucharew, Władimir Gorin (Trener: Jurij Sielichow)                       |
| Mistrzostwa świata 1994: 2. miejsce na 16 zespołów Wasilij Karasiow, Siergiej Bazariewicz, Michaił Michajłow, Siergiej Babkow, Andriej Fietisow, Siergiej Panow, Witalij Nosow, Jewgienij Kisurin, Igor Graczew, Dmitrij Domani, Jewgienij Paszutin, Siergiej Iwanow (Trener: Siergiej Biełow)                   |
| EuroBasket 1995: 7. miejsce na 14 zespołów Wasilij Karasiow, Siergiej Bazariewicz, Siergiej Babkow, Michaił Michajłow, Andriej Fietisow, Igor Kudielin, Dmitrij Domani, Jewgienij Kisurin, Jewgienij Paszutin, Siergiej Iwanow, Siergiej Panow, Witalij Nosow (Trener: Siergiej Biełow)                          |
| EuroBasket 1997: 3. miejsce na 16 zespołów Wasilij Karasiow, Siergiej Babkow, Michaił Michajłow, Andriej Fietisow, Jewgienij Kisurin, Witalij Nosow, Siergiej Panow, Igor Kudielin, Jewgienij Paszutin, Zachar Paszutin, Dmitrij Szakulin, Igor Kuraszow (Trener: Siergiej Biełow)                               |
| Mistrzostwa świata 1998: 2. miejsce na 16 zespołów Wasilij Karasiow, Walerij Tichonienko, Siergiej Babkow, Michaił Michajłow, Siergiej Panow, Witalij Nosow, Igor Kudielin, Zachar Paszutin, Jewgienij Kisurin, Dmitrij Domani, Nikita Morgunow, Igor Kuraszow (Trener: Siergiej Biełow)                         |
| EuroBasket 1999: 6. miejsce na 16 zespołów Wasilij Karasiow, Walerij Tichonienko, Siergiej Babkow, Igor Kudielin, Rusłan Awlejew, Siergiej Panow, Witalij Nosow, Aleksandr Petrenko, Jewgienij Kisurin, Jewgienij Paszutin, Igor Kuraszow, Zachar Paszutin (Trener: Siergiej Biełow)                             |
| Igrzyska olimpijskie 2000: 8. miejsce na 12 zespołów Andriej Kirilenko, Andriej Fietisow, Siergiej Bazariewicz, Jewgienij Kisurin, Siergiej Czikałkin, Nikita Morgunow, Jewgienij Paszutin, Zachar Paszutin, Rusłan Awlejew, Siergiej Panow, Walentin Kubrakow, Aleksandr Baszminow (Trener: Stanisław Jeriomin) |
| EuroBasket 2001: 5. miejsce na 16 zespołów Andriej Kirilenko, Nikita Morgunow, Siergiej Panow, Igor Kudielin, Siergiej Czikałkin, Jewgienij Paszutin, Zachar Paszutin, Anton Judin, Aleksiej Sawrasienko, Aleksandr Baszminow, Aleksandr Miłosierdow, Piotr Samojlenko (Trener: Stanisław Jeriomin)              |
| Mistrzostwa świata 2002: 10. miejsce na 16 zespołów Andriej Kirilenko, Wiktor Chriapa, Wasilij Karasiow, Nikita Morgunow, Aleksiej Sawrasienko, Aleksandr Baszminow, Siergiej Panow, Igor Kudielin, Siergiej Czikałkin, Jewgienij Paszutin, Zachar Paszutin, Rusłan Awlejew (Trener: Stanisław Jeriomin)         |
| EuroBasket 2003: 8. miejsce na 16 zespołów Andriej Kirilenko, Wiktor Chriapa, Wasilij Karasiow, Siergiej Monia, Aleksiej Sawrasienko, Dmitrij Domani, Zachar Paszutin, Denis Ershov, Fiodor Licholitow, Michaił Sołowjow, Walentin Kubrakow, Piotr Samojlenko (Trener: Marco Antonio de Venetis)                 |
| EuroBasket 2005: 8. miejsce na 16 zespołów Andriej Kirilenko, J.R. Holden, Wiktor Chriapa, Nikita Morgunow, Aleksiej Sawrasienko, Siergiej Monia, Zachar Paszutin, Anton Ponkraszow, Fiodor Licholitow, Witalij Fridzon, Piotr Samojlenko, Andriej Iwanow (Trener: Siergiej Babkow)                              |
| EuroBasket 2007: 1. miejsce na 16 zespołów Andriej Kirilenko, J.R. Holden, Wiktor Chriapa, Nikita Morgunow, Aleksiej Sawrasienko, Zachar Paszutin, Piotr Samojlenko, Siergiej Monia, Anton Ponkraszow, Nikołaj Padius, Nikita Szabałkin, Siergiej Bykow (Trener: David Blatt)                                    |
| Igrzyska olimpijskie 2008: 9. miejsce na 12 zespołów Andriej Kirilenko, J.R. Holden, Wiktor Chriapa, Nikita Morgunow, Aleksiej Sawrasienko, Siergiej Monia, Zachar Paszutin, Piotr Samojlenko, Siergiej Bykow, Wiktor Kiejru, Andriej Woroncewicz, Witalij Fridzon (Trener: David Blatt)                         |